# Cato (Wisconsin)
Cato – miasto w Stanach Zjednoczonych, w stanie Wisconsin, w hrabstwie Manitowoc.